# ReadyBoost
ReadyBoost ist eine Cache-Technik, die in den Microsoft-Betriebssystemen seit Windows Vista enthalten ist. ReadyBoost erlaubt es, Flash-Speicher wie beispielsweise SD- oder CompactFlash-Karten als zusätzlichen Festplattencache einzubinden. Dies bringt potenziell eine höhere Systemleistung, da Flash-Speichermedien in der Regel wesentlich geringere Zugriffszeiten besitzen als Festplattenspeicher. Es erlaubt zudem die Entlastung der Festplatte, wenn Daten von einem schnelleren Laufwerk in ein langsameres Laufwerk geschrieben bzw. kopiert werden. Dabei können unter bestimmten Umständen die Zugriffszeiten des langsameren Laufwerkes gesteigert werden.

## Funktionsweise
Da der Flash-Zwischenspeicher als Cache für alle im System befindlichen Massendatenspeicher genutzt wird, betrifft die Geschwindigkeitssteigerung nicht nur die Auslagerungsdatei oder Systemdateien. Normale Flash-Speicher sind im sequentiellen Lesen und Schreiben langsamer als Festplatten, deshalb wurde ReadyBoost so ausgelegt, dass es beim Erkennen bzw. beim Einstecken des Flash-Speichers zuerst einen Geschwindigkeitstest durchführt. Dieser erkennt auch, ob der Flash-Speicher schnell genug für ReadyBoost ist. Damit wird verhindert, dass große sequentielle Lese- und Schreibvorgänge langsamer ausfallen als das direkte Schreiben auf die Festplatte. Schreibzugriffe auf den Flash-Datenträger werden möglichst gleichmäßig verteilt, um Verschleiß an besonders häufig beschriebenen Stellen vorzubeugen.

## Voraussetzungen
- Als Betriebssystem muss ein Windows-Betriebssystem ab Windows Vista zum Einsatz kommen. Mittlerweile stellen aber andere Anbieter wie beispielsweise eBoostr eine ähnliche Funktionalität auch auf früheren Windows-Betriebssystemen zur Verfügung.
- Der Flashspeicher muss mindestens 256 MB groß sein, von denen mindestens 230 MB frei sein müssen.[1] Mit Windows Vista sind maximal 4 GB für ReadyBoost nutzbar, mit Windows 7 maximal 8 Medien mit je maximal 32 GB, also insgesamt 256 GB, sofern der Flash-Speicher mit NTFS oder exFAT formatiert ist.
- Als USB-Gerät (ReadyBoost-Kompatibel) muss der Flash-Speicher USB 2.0 unterstützen.
- Das Gerät muss mindestens eine Lesegeschwindigkeit von 2,5 MB/s für 4-KiB-Blöcke und eine Schreibgeschwindigkeit von 1,75 MB/s für 512-KiB-Blöcke – jeweils zufällige, gleichmäßig über das gesamte Gerät verteilte Lese- bzw. Schreibvorgänge – bieten (Sticks mit dem enhanced for ReadyBoost-Label mindestens 5 MB/s für 4-KiB-Blöcke und 3 MB/s für 512-KiB-Blöcke).[1]
- Das Gerät muss mit FAT, FAT32, exFAT (unter Windows Vista ab Service Pack 1 nutzbar, allerdings nicht für Readyboost) oder NTFS formatiert sein.

Windows Vista und Windows 7 bieten zur Überprüfung dieser Voraussetzungen das Kommandozeilenprogramm winsat an. Für einen Lesetest ruft man es wie folgt auf:
Die Kommandozeile muss als Administrator gestartet werden, da sonst die Ausgabe des Programms in einem neuen Fenster erfolgt, welches sofort wieder geschlossen wird und daher nicht lesbar ist.
Beispiel für einen Lesetest mit nicht-sequenziellem Zugriff bei einer Blockgröße von 4 KiB auf Laufwerk S:
```
winsat
 
disk
 
-read
 
-ran
 
-ransize
 
4096
 
-drive
 
S

```

Beispiel für einen Schreibtest mit nicht-sequenziellem Zugriff bei einer Blockgröße von 512 KiB auf Laufwerk S:
```
winsat
 
disk
 
-write
 
-ran
 
-ransize
 
524288
 
-drive
 
S

```

In Windows 7 kann der Test über den Karteireiter ReadyBoost bei den Laufwerkseigenschaften angestoßen werden.

## Leistung
Beim Zugriff auf ein ReadyBoost-fähiges Speichergerät zur Zwischenspeicherung ermöglicht Windows wahlfreie Lesevorgänge mit einer Geschwindigkeit, die üblicherweise höher ist als die herkömmlichen Lesevorgänge von einer Festplatte.
Benchmarks zeigen, dass ReadyBoost in der aktuellen Fassung unterschiedliche Ergebnisse hervorbringen kann. Gerade auf Rechnern mit wenig physischem RAM kann ReadyBoost einen messbaren Leistungsvorteil bringen. Nach Angaben von Mike Trainor (Chief Mobile Technology Evangelist von Intel) soll ein Rechner mit 1 GB RAM zuzüglich 1 GB Flash-Speicher etwa 60 bis 80 % der Leistung eines Rechners mit 2 GB RAM erreichen. Der Einsatz auf Grundlage von Turbo Memory auf dem Mainboard lohne sich derzeit kaum, solle jedoch nach Angabe von Intel weiterentwickelt werden.

## Einbindung
Wenn ein kompatibles Gerät angeschlossen wird, bietet das Windows-AutoPlay-Dialogfenster eine zusätzliche Option zur Beschleunigung des Systems an. Ein zusätzlicher ReadyBoost-Reiter wird im Eigenschaften-Dialog des jeweiligen Laufwerks hinzugefügt, wo die Menge des dafür vorgesehenen Speicherplatzes angepasst werden kann. ReadyBoost kann auch über die Eigenschaften des USB-Sticks aktiviert werden.